# 白い暴動
「白い暴動」（しろいぼうどう、White Riot）は、イギリスのパンク・ロックバンド、ザ・クラッシュのファーストシングル。アルバム『白い暴動』からの曲である。

## 概説
2つのバージョンが存在し、オリジナルはイギリス盤アルバムに収録されたオリジナルの「UKアルバム版」と、シングル用とアメリカ盤アルバム用に録音し直され、イントロも違う「USアルバム版」である。演奏時間もそれぞれ1分56秒と、2分1秒になっている。
この曲は短く激しく、ラモーンズの影響を受けて2つのコードを非常に速く繰り返す。ジョーンズが「ワン、ツー、スリー、フォー」とカウントして曲が始まるが、再録音版ではパトカーのサイレンで始まる。
歌詞としては、この曲は階級経済と人種を歌っているが、それが論争を引き起こすこととなった。「人種戦争 (race war)」を呼びかける曲だと考えた人もいたのである。実際には、歌詞を書いたストラマーは、白人の若者たちに対し、「暴れるなら価値のある理由を見つけるんだ、黒人と同じように」ということを訴えようとしていた。また、歌詞には、他人の言うことを聞くのではなく自主的に動けといった前向きなメッセージも込められている。
この曲は、ストラマーとシムノンが、1976年の「ノッティング・ヒル・カーニバル暴動」に巻き込まれたことにより生まれた。
ただし、バンドが円熟してくると、この曲は未熟で音楽的に粗雑だとしてジョーンズが演奏を拒むこともあった。一方で、作曲されてから20余年が経過しても、ストラマーは自らのバンドザ・メスカレロスでこの曲を演奏していた。
B面はアルバム未収録の「1977」。この曲は「白い暴動」と同じ路線の曲で、エルヴィス・プレスリーやビートルズ、ローリング・ストーンズの音楽にはもはや意味などないということを示唆している。
2005年、Q誌による "The 100 Greatest Guitar Tracks" で34位に選ばれた。